# Anton Ožinger
Anton Ožinger, slovenski duhovnik, zgodovinar, arhivist in univerzitetni profesor, * 2. december 1943, Gorišnica, † 9. oktober 2019.

## Življenje
Osnovno šolo je obiskoval v domačem kraju, nato pa odšel v malo semenišče v Zadar, kamor je v tistem času mariborski škof Maksimilijan Držečnik pošiljal fante, ki so imeli željo postati duhovniki. Po maturi je vstopil v mariborsko bogoslovje, se vpisal na Teološko fakulteto v Ljubljani in bil po končanem študiju 29. junija 1968 v mariborski stolnici posvečen v duhovnika.
Kot duhovnik je najprej leta 1968 postal duhovni pomočnik v Župniji Celje - Sv. Danijel. Nato je postal kaplan v Slovenskih Konjicah (1968–1969). Za tem je v  letih 1969–1971 opravljal kaplansko službo v Šentjurju pri Celju ter bil nato v letih 1971–1975 župnijski upravitelj Župnije Žusem. V tem času je diplomiral s področja zgodovine in leta 1975 sprejel službo škofijskega arhivista v Mariboru in to službo opravljal do konca leta 2001. Kot arhivist je nadaljeval s študijem in na Filozofski fakulteti v Ljubljani leta 1993 doktoriral iz zgodovine z disertacijo Cerkvene razmere na slovenskem Štajerskem v času goriškega nadškofa Karla Mihaela Attemsa (1750-1774) v luči njegovih vizitacij. Več let je predaval zgodovino Lavantinske škofije na Teološki fakulteti enoti v Mariboru. Kot zgodovinar je sodeloval pri mnogih zbornikih o krajevni zgodovini. Leta 1995 je začel predavati zgodovino na Pedagoški fakulteti v Mariboru (kasneje Filozofska fakulteta), kjer je postal docent.
Kljub delu znanstvenika in profesorja je še vedno ostal pastoralno dejaven kot duhovnik. Tako je bil nedeljski duhovni pomočnik v Špitaliču in v Žičah (1981–1986, ponovno 1993–1997), duhovni pomočnik v Sv. Miklavžu ob Dravi (1985) in duhovni pomočnik v Ormožu (1993–1997). Pogosto je imel tudi jutranje maše v mariborski stolnici ali v Župniji Sv. Barbara v Slovenskih goricah.
Kot upokojeni profesor je še vedno spremljal področje zgodovine in ostal povezan s kolegi iz univerze. Zadnja pol leta življenja je bival v Župniji Sv. Benedikt v Slovenskih goricah, kjer je leta 2018 obhajal zlato mašo.
Umrl je 9. oktobra 2019, pokopan pa je bil 15. oktobra 2019 v Gorišnici. Pogrebno slovesnost je vodil mariborski nadškof Alojzij Cvikl.